# Carabus rutilans

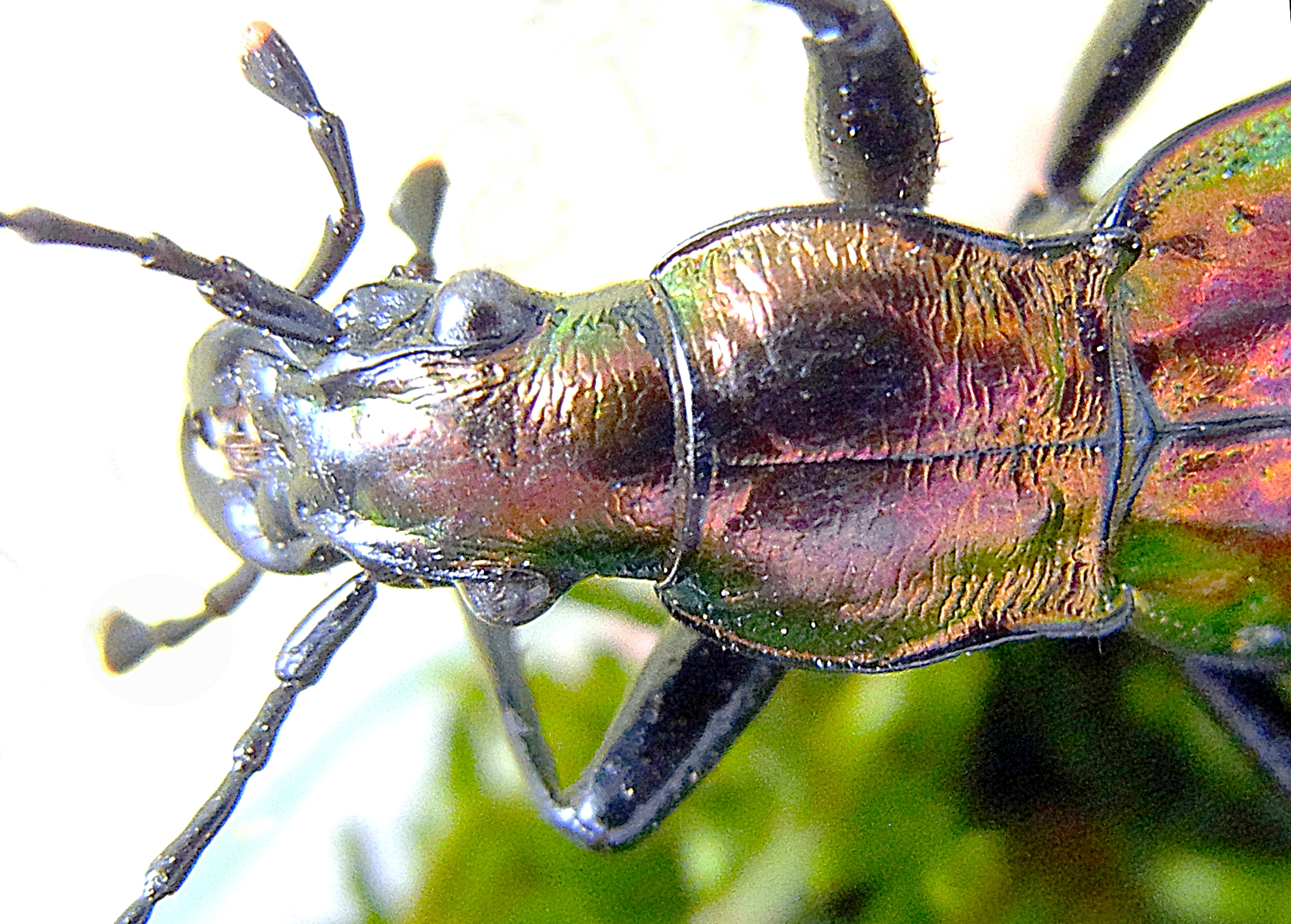
Abb. 1: Kopf und Brustschild

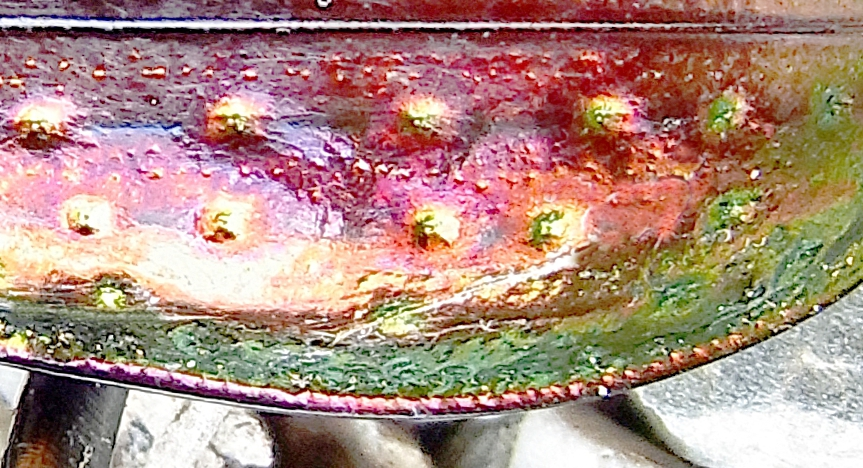
Abb. 2: Ausschnitt der Flügeldecke,
(Körperende rechts, oben Flügeldeckennaht)

Carabus rutilans ist ein Käfer aus der Familie der Laufkäfer und der Unterfamilie Carabinae.
Der Gattungsname Carabus ist ebenso wie die Namen der höheren Taxa bis hin zur Familie (Carabina, Carabini, Carabinae, Carabidae) aus dem Altgriechischen κάραβος = kárabos abgeleitet. Der Artname rutilans (lat.) bedeutet „rötlich schimmernd“.
Das attraktive Aussehen des stattlichen Käfers macht ihn zum begehrten Sammelobjekt und trägt dazu bei, dass er von Liebhabern gezüchtet wird. Die Hybridisierung von Carabus rutilans mit Carabus hispanus liefert den farbenprächtigen Carabus croesus. Der Schriftsteller Ernst Jünger wählte als Titel für ein Parergon „Carabus rutilans“ und beschreibt darin eine Reise mit dem Ziel, den schönen Käfer zu erbeuten.
Der ansehnliche Käfer kommt nur in den östlichen Pyrenäen vor. Trotz des beschränkten Verbreitungsareals hat sich die Art dort in drei Unterarten mit zahlreichen Formen aufgespalten. Neben der Nominatform Carabus rutilans rutilans treten noch die Unterarten Carabus rutilans opulentus und Carabus rutilans perignitus auf.

## Merkmale des Käfers
Der Käfer hat die für die Gattung typische Form mit dem nach vorn gestreckten, länglichen Kopf mit gewölbten Augen, elfgliedrigen fadenförmigen Antennen sowie sechs langen Laufbeinen mit fünfgliedrigen Tarsen. Die kräftigen, nach innen gebogenen Oberkiefer mit einem Innenzahn sowie die fast dreieckig abgestutzten Endglieder der viergliedrigen Lippen- und dreigliedrigen Kiefertaster sind von oben deutlich sichtbar (Abb. 1).
Die Körperunterseite des 24 bis 27 Millimeter großen Käfers ist schwarz, ebenso die Beine und die Antennen. Kopf, Halsschild und Flügeldecken sind goldgrün oder kupfrig und stark glänzend. Der Halsschild ist fein quer gerunzelt (Abb. 1). Die Flügeldecken zeigen drei seichte Linien aus kleinen Punkten und drei Reihen großer grüngoldener Gruben (Abb. 2).

## Biologie
Larven und Imagines von Carabus rutilans leben räuberisch. Die Art ernährt sich von Würmern, Nacktschnecken und Gehäuseschnecken. Der Käfer verfolgt die Beutetiere, die er in verrottendem Laub aufspürt.
Man findet die Art von April bis September unter Steinen und in vermodernder Vegetation in der Nähe von Bächen in feuchten, aber lichten Wäldern hauptsächlich von Buche und Kastanie, aber auch von Eiche und Kiefer in mittlerer Höhe bis zu einer Höhe von 2200 Metern. Die Tiere überwintern in Baumstümpfen oder unter Moos.

## Verbreitung
Carabus rutilans findet man in einem eng begrenzten Gebiet zwischen dem französischen Teil der östlichen Pyrenäen bis zur Nordgrenze der Provinz Barcelona. Die Unterarten Carabus rutilans opulentus und Carabus rutilans perignitus treten nur im spanischen Teil der östlichen Pyrenäen auf, die Nominatform Carabus rutilans rutilans dagegen zusätzlich im französischen Teil.